# Johanna Wikberg
Johanna Wikberg, tidigare Wickberg, född 25 oktober 1989, är en teolog och präst i Svenska kyrkan samt serietecknare.

## Biografi
Wikberg vigdes den 26 januari 2020 till präst i Svenska kyrkan i Göteborgs Domkyrka. Hon är (2025) präst i Älvsborgs församling, Västra Frölunda pastorat.
Åren 2017–2021 var Wikberg ordförande för Kristna regnbågsrörelsen - EKHO.
2023 nominerades Wikbergs seriealbum Kristen och homosexuell - så funkar det! till Prisma litteraturpris i kategorin Årets serie.
Wikberg har engagerat sig mot sedvänjan med så kallade "brudöverlämningar vid altaret" vid vigsel.